# Hadena karagaia
Hadena karagaia är en fjärilsart som beskrevs av Bang-haas 1912. Hadena karagaia ingår i släktet Hadena och familjen nattflyn. Inga underarter finns listade i Catalogue of Life.